# Günther Böhnecke
Günther Karl Gustav Böhnecke (* 5. September 1896 in Berlin; † 12. April 1981 bei Hamburg) war ein deutscher Ozeanograph. Seine Verdienste lagen nicht nur im Feld der Ozeanographie, sondern auch in der Förderung der internationalen ozeanographischen Zusammenarbeit.

## Leben

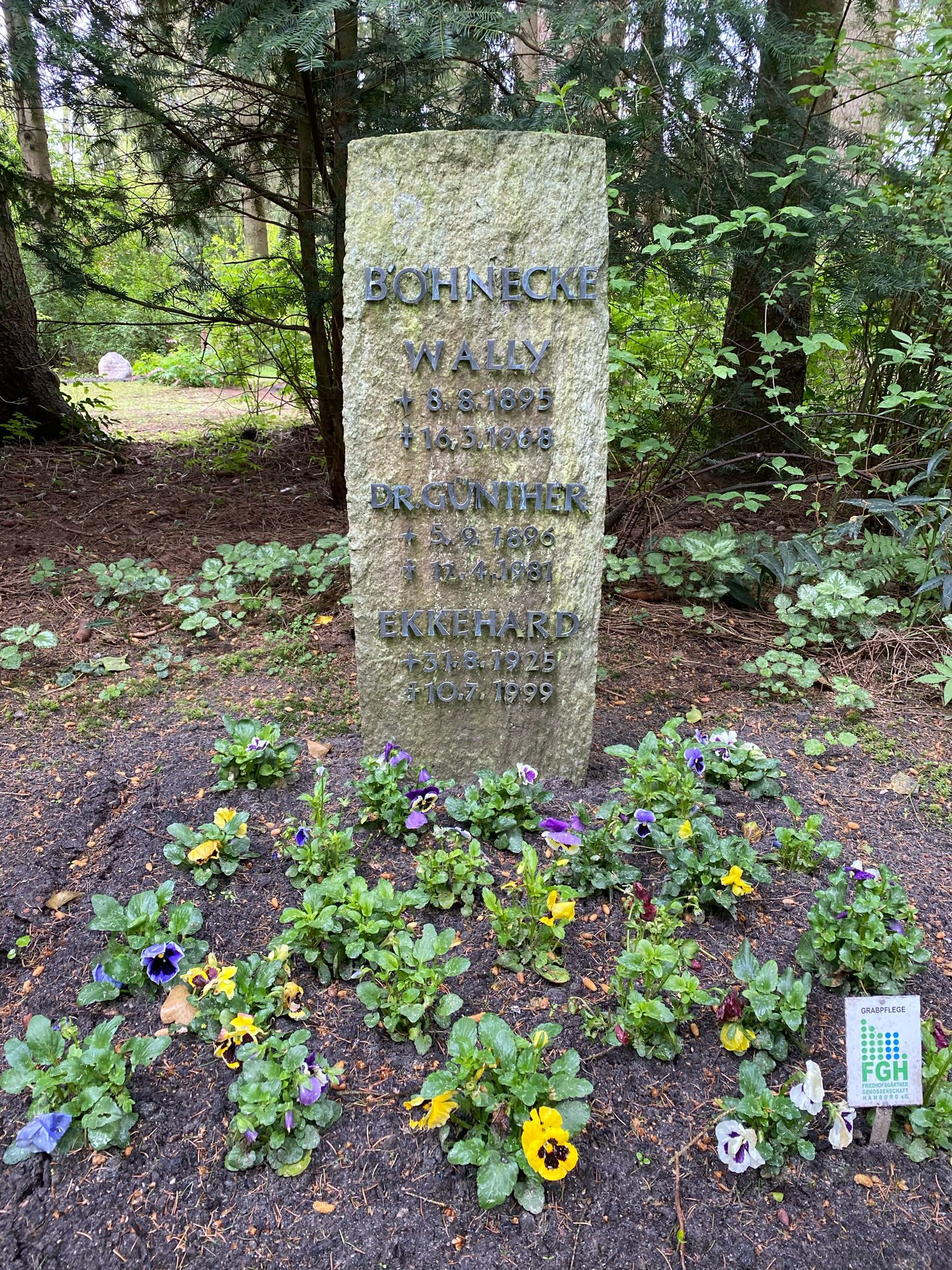
Grabstätte auf dem Friedhof Volksdorf

Böhnecke studierte Geographie und Ozeanographie in Berlin und schloss das Studium 1922 mit einer Dissertation über die Hydrographie der Nordsee ab. Nach dem Studium arbeitete er am Institut für Meereskunde in Berlin und war im Rahmen seiner dortigen Tätigkeit von 1925 bis 1927 Teilnehmer der Deutschen Atlantischen Expedition in den Atlantik. Im Laufe der nächsten Jahre nahm er an weiteren Expeditionen der Meteor teil (1929 bis 1933: Island, Grönland, 1937: zweite Atlantikexpedition) und verbrachte insgesamt fünf Jahre auf See.
Von 1935 bis 1945 leitete er das Marineobservatorium in Wilhelmshaven. Nach dem Zweiten Weltkrieg wurde er von den Alliierten zum Präsidenten des Deutschen Hydrographischen Instituts in Hamburg bestimmt und hatte diese Position zwischen 1946 und 1960 inne. In den 1950er Jahren arbeitete er an der Wiedereingliederung Deutschlands in die internationale Wissenschaftsgemeinschaft mit und leitete verschiedene multinationale Gremien.
Nach seiner Pensionierung war er weiterhin wissenschaftlich und organisatorisch tätig und spielte eine große Rolle bei der Organisation und Durchführung der ersten Expeditionen des zweiten Meteor-Forschungsschiffes in den 60er Jahren. Daneben hatte er verschiedene beratende Tätigkeiten inne, unter anderem im Bereich Ozeanographie bei der Deutschen Forschungsgemeinschaft.
1972 wurde er als Ehrenmitglied in die Royal Society of Edinburgh aufgenommen. Ihm zu Ehren benannt ist der Böhnecke-Gletscher in der Antarktis.
Günther Böhnecke wurde auf dem Friedhof Volksdorf (Grablage Bk 16) beigesetzt.

## Werke
- 1922: Salzgehalt und Strömungen der Nordsee. Mittler Verlag, Berlin
- 1928: Mit der Deutschen Atlantischen Expedition auf dem Forschungsschiff 'Meteor'. Mittler Verlag, Berlin
- 1932: Ozeanographische Methoden und Instrumente. W. de Gruyter Verlag, Berlin (mit Georg Wüst und Hans H. F. Meyer)
- 1936: Temperatur, Salzgehalt und Dichte an der Oberfläche des Atlantischen Ozeans: das Beobachtungsmaterial und seine Aufbereitung. W. de Gruyter Verlag, Berlin [u. a.]
- 1936: Die ozeanographischen Arbeiten des Vermessungsschiffes „Meteor“ in der Dänemarkstrasse und Irmingersee während der Fischereischutzfahrten 1929, 1930, 1933 und 1935. Mittler Verlag, Berlin (mit Albert Defant und Hermann Wattenberg)
- 1956: Zeitfragen der Ozeanographie. Westdeutscher Verlag, Köln
- 1959: Die Expeditionen von F.F.S. „Anton Dohrn“ und V.F.S. „Gauss“ im Internationalen Geophysikalischen Jahr 1957/1958 : Sammelberichte. Deutsches Hydrographisches Institut, Hamburg (als Herausgeber mit Adolf Bückmann und anderen)
- 1962: Denkschrift zur Lage der Meeresforschung. F. Steiner Verlag, Wiesbaden